# Смит, Мишель Рэй
Мише́ль Рэй Смит (англ. Michelle Ray Smith; род. 24 сентября 1974, Мичиган) — американская актриса мыльных опер, известная благодаря роли в мыле CBS «Направляющий свет».

## Биография
Мишель Рэй Смит родилась 24 сентября 1974 года в штате Мичиган, США, а выросла в пригороде этого штата. Отец Мишель Рэй покончил жизнь самоубийством в 2003 году. 
Мишель Рэй дебютировала в кино в 1999 году, сыграв роль Валери в фильме «Кимберли».
Мишель Рэй состоит в фактическом браке с Майклом Лэйденом. У пары есть сын — Джейк Лэйден (род.08.07.2008).